# Proceraea cornuta
Proceraea cornuta är en ringmaskart som först beskrevs av Agassiz 1884.  Proceraea cornuta ingår i släktet Proceraea och familjen Syllidae. Arten är reproducerande i Sverige. Inga underarter finns listade i Catalogue of Life.